# Чоловіча паралімпійська збірна України з футболу 7 x 7
Чоловіча збірна України з футболу (7 х 7) з ДЦП — чоловіча футбольна збірна, яка представляє Україну на міжнародних змаганнях з футболу серед гравців з наслідками дитячого церебрального паралічу. Ставала чемпіоном Паралімпійських ігор (2004, 2008, 2016) та двічі срібним призером (2000, 2012), 5 разів чемпіоном світу (2001, 2003, 2009, 2013, 2017), по два рази другою (1998, 2015) та третьою (2017, 2011). Є чемпіоном Європи останні 5 турнірів підряд (1999, 2003, 2007, 2011, 2015).

## Історія

### Чемпіонат світу 2007
На третьому чемпіонаті світу серед команд (7 на 7), що завершився у бразильському Ріо-де-Жанейро, збірна України, склала повноваження чемпіона планети. У півфіналі українці у серії пенальті поступилися принциповим суперникам із Росії.
У рамках групового турніру підопічні Сергія Овчаренка та Юрія Тимофєєва здобули максимальну кількість очок, при цьому не пропустивши жодного гола. «Синьо-жовті» розгромили збірні Канади (7:0), Японії (8:0) та Ірландії (4:0). У чвертьфіналі хлопці легко впоралися з об'єднаною командою Англії та Вельсу (4:0).
Далі жереб звів надзвичайно суперників − Україну і Росію, найбільш титуловані футбольні збірні в паралімпійському спорті. Зустріч вийшла вельми напруженою та драматичною. Основний і додатковий час завершився унічию (1:1), тому виявляти переможця довелося в серії пенальті, у якій взяли участь навіть голкіпери команд. Росіяни перемогли − 9:8.
У поєдинку за третє місце українці помірялися силами з господарями турніру − командою Бразилії. У півфіналі бразильці поступилися Ірану. «Синьо-жовті» святкували впевнену перемогу (2:0). Тож, пропустивши лише один м'яч у шести матчах, збірна України здобула бронзові нагороди. А чемпіонами світу вперше в своїй історії стали росіяни, котрі обіграли іранців (2:1).

### Паралімпійські ігри 2008
Підопічні Сергія Овчаренка вирушали до столиці Китаю захищати титул, здобутий чотири роки тому в Афінах. Українці впевнено виграли змагання в групі, послідовно розгромивши суперників з Великої Британії (8:1), Ірландії (7:0) та Ірану (4:0). У півфіналі рогромили бразильців − 6:0 (м'ячі забили Іван Шкварло, Володимир Антонюк (2), Тарас Дутко, Анатолій Шевчик і Денис Пономарьов). Росіяни також досить легко розібралися з іранцями − 5:0, давши збірній України шанс для реваншу за поразку на світовій першості в Бразилії.
У фіналі основні 60 хвилин вирішального поєдинку переможця не виявили − 0:0. А от у додатковій 20-хвилинці понад 11 тисяч глядачів стали свідками аж трьох голів. На 69-й та 71-й хвилинах відзначився капітан нашої команди − хмельничанин Володимир Антонюк. Росіяни встигли відповісти тільки м'ячем престижу − 2:1. Володарями бронзових нагород стали іранці, перемігши Бразилію − 4:0.

### Чемпіонат Європи 2014
Чемпіонат проходив з 23 липня по 2 серпня 2014 року у португальському місті Майя. У півфіналі українцям вдалось перемогти чинних чемпіонів світу та Паралімпіади у Лондоні — команду Росії, тим самим змусивши їх боротись лише за третє місце з командою Ірландії, яку вони перемогли з рахунком 3:0.
2 серпня національна паралімпійська збірна команда України з рахунком 3:0 перемогла команду Нідерландів та отримала золото. Золото Європи національна паралімпійська збірна команда з футболу серед спортсменів з наслідками дитячого церебрального паралічу присвятила світлій пам'яті відомого футболіста та чудової людини — Валентина Белькевича.
У зв'язку з численними травмами у півфіналі та у фіналі грало лише декілька провідних гравців команди, проте це не завадило збірникам стати знову вже вп'яте беззмінними чемпіонами Європи. Перше місце у Європі гарантувало участь збірної України у Паралімпійських іграх у Ріо-де-Жанейро.

### Паралімпійські ігри 2016
У рамках Паралімпійських ігор у Ріо-де-Жанейро відбувся футбольний турнір. У груповому етапі українські парлімпійці здолали команди Ірландії (6:0), Великої Британії (2:1), Бразилії (2:1).
У рамках півфіналу наша команда зустрілася з футболістами Нідерландів. Українська збірна завдяки хет-трику капітана команди Володимира Антонюка (9, 44, 60+2 хвилини) і голу Олега Леня (30+1) здолала суперника з рахунком 4:0.
Гра проходила 16 вересня на «Деодоро Стейдіум». У дев'ятий день виступу українських паралімпійців у Ріо національна паралімпійська збірна команда з футболу у фіналі змагань українці перемогли збірну Ірану з рахунком 2:1. За українську збірну голи забили Володимир Антонюк та Артем Красильников. Переможний м'яч у ворота іранців було забито вже у доданий час.

### Чемпіонат світу 2017
Турнір проходив у Відні з 14 по 26 серпня. Українці здобули золоті нагороди.

## Результати

### Паралімпійські ігри
| Рік  | Місце          | Позиція |
| ---- | -------------- | ------- |
| 2000 | Сідней         | 2       |
| 2004 | Афіни          | 1       |
| 2008 | Пекін          | 1       |
| 2012 | Лондон         | 2       |
| 2016 | Ріо-де-Жанейро | 1       |
| 2020 | Токіо          |         |

### Чемпіонати світу/Всесвітні ігри
Виступи збірної на чемпіонатах світу (у тому числі турніри у рамках Всесвітніх ігор серед людей з церебральним паралічем)
| Рік  | Місце                 | Позиція | Турнір |
| ---- | --------------------- | ------- | ------ |
| 1998 | Ріо-де-Жанейро        | 2       | ЧС     |
| 2001 | Нотінгем              | 1       | ВІ     |
| 2003 | Буенос-Айрес          | 1       | ЧС     |
| 2005 | Нью-Лондон            | 2       | ВІ     |
| 2007 | Ріо-де-Жанейро        | 3       | ЧС     |
| 2009 | Арнем                 | 1       | ВІ     |
| 2011 | Ассен, Еммен, Хогевен | 3       | ЧС     |
| 2013 | Сан-Кугат-дал-Бальєс  | 1       | ВІ     |
| 2015 | Бертон-апон-Трент     | 2       | ЧС     |
| 2017 | Відень                | 1       | ВІ     |
| 2019 | Севілья               | 2       | ВІ     |
| 2022 | Салоу                 | 1       | ЧС     |

ЧС — Чемпіонат світу, ВІ — Всесвітні ігри серед людей з церебральним паралічем.

### Чемпіонати Європи
| Рік  | Місце    | Позиція |
| ---- | -------- | ------- |
| 1999 | Браасхат | 1       |
| 2002 | Київ     | 1       |
| 2006 | Дублін   | 1       |
| 2010 | Глазго   | 1       |
| 2014 | Майа     | 1       |
| 2018 | Зейст    | 2       |

## Поточний склад
Склад збірної України на Чемпіонаті світу у Відні:
| № | Гравець               | Дата народження | Зріст | Категорія | Секція        | Позиція |
|   | Володимир Антонюк     |                 |       |           | Хмельницька   |         |
|   | Сергій Беденок        |                 |       |           | Дніпровська   |         |
|   | Тарас Дутко           |                 |       |           | Дніпровська   |         |
|   | Євген Зінов'єв        |                 |       |           | Кропівницька  |         |
|   | Едгар Каграманян      |                 |       |           | Дніпровська   |         |
|   | Артем Красильников    |                 |       |           | Дніпровська   |         |
|   | Богдан Кулинич        |                 |       |           | Черкаська     |         |
|   | Олег Лень             |                 |       |           | Чернігівська  |         |
|   | Дмитро Молодцов       |                 |       |           | Дніпровська   |         |
|   | Станіслав Подольський |                 |       |           | Дніпровська   |         |
|   | Віталій Романчук      |                 |       |           | Волинська     |         |
|   | Костянтин Симашко     |                 |       |           | Дніпровська   |         |
|   | Віталій Трушев        |                 |       |           | Хмельницька   |         |
|   | Іван Шкварло          |                 |       |           | Тернопільська |         |